# In Outer Space
Albums de Sparks
Angst in My Pants
(1982) Pulling Rabbits Out of a Hat
(1984)
Singles
1. Cool Places (en)
Sortie : mars 1983
2. All You Ever Think About Is Sex
Sortie : juillet 1983

In Outer Space est le douzième album du groupe américain de rock Sparks. Il est sorti en 1983 sur le label Atlantic Records.

## Histoire
Le single Cool Places (en), une collaboration avec Jane Wiedlin des Go-Go's, se classe no 49 du Billboard Hot 100 en juin 1983. C'est la meilleure performance d'un morceau des Sparks dans le hit-parade de leur pays d'origine, et leur dernière apparition dans ce classement.

## Fiche technique

### Chansons
Toutes les chansons sont écrites et composées par Ron Mael et Russell Mael.
| 1. | Cool Places (en)                | 3:23 |
| 2. | Popularity                      | 3:52 |
| 3. | Prayin' for a Party             | 2:59 |
| 4. | All You Ever Think About Is Sex | 4:09 |
| 5. | Please Baby Please              | 3:42 |

| 6.  | Rockin' Girls                        | 4:42 |
| 7.  | I Wish I Looked a Little Better      | 2:58 |
| 8.  | Lucky Me, Lucky You                  | 3:26 |
| 9.  | A Fun Bunch of Guys from Outer Space | 4:00 |
| 10. | Dance Godammit                       | 3:26 |

L'édition française de l'album, publiée par Underdog Records, comprend un onzième morceau, Modesty Plays.

### Musiciens
- Russell Mael : chant
- Ron Mael : claviers
- Bob Haag : guitare, basse, chœurs
- Leslie Bohem (en) : basse, chœurs
- David Kendrick (en) : batterie
- James Goodwin : synthétiseurs
- Jane Wiedlin : chant sur Cool Places et Lucky Me, Lucky You

### Équipe de production
- Ron Mael, Russell Mael : producteur
- Dan Lacksman, Brian Reeves : ingénieur du son
- Marc Moulin : coordination
- Larry Vigon : direction artistique
- Jim Shea : photographie

### Classements et certifications
| Pays (classement)          | Meilleure position |
| -------------------------- | ------------------ |
| États-Unis (Billboard 200) | 88                 |